# Chci ti říct...
Chci ti říct... je studiové album Jakuba Smolíka, které vyšlo v roce 2005 jako MC a CD.

## Seznam skladeb
1. "Chci ti říct"
2. "Cesta do pekel"
3. "Lásko má"
4. "Jsi stále má"
5. "Bláznivá"
6. "Čas"
7. "Bezejmenná"
8. "V parku za řekou"
9. "Dál tě mít"
10. "Tak už to bývá"
11. "Dívám se na tebe"
12. "Pak někdo začal tiše zpívat"
13. "Ostrov v proudu dní" (duet s Gabi Goldovou)
14. "Chci ti říct" (karaoke verze)
15. "Cesta do pekel" (karaoke verze)
16. "Bezejmenná" (karaoke verze)
17. "Ostrov v proudu dní" (karaoke verze)